# Cross-Border Inter-Bank Payments System
Das Cross-Border Inter-Bank Payments System, kurz CIPS, ist ein Zahlungssystem zwischen Banken. Das System wurde 2012 angekündigt und sollte 2014 zur Verfügung stehen. Wegen technischen Problemen verschob sich der Start auf Ende 2015. Betrieben wird CIPS von der Chinesischen Volksbank, und es soll die Verwendung des Renminbi internationalisieren. Gleichzeitig ist das System auch dazu gedacht, eine Alternative zu SWIFT zu sein.
Im Mai 2021 haben 1189 Banken an dem System teilgenommen, vor allem Auslandsbanken aus der Volksrepublik China. Stand Juli 2021 waren 47 Banken direkte Teilnehmer und fungieren als Transferbanken für die anderen Banken. Der Großteil der CIPS-Transaktionen passiert zwischen Hongkong und Festland-China. Am 14. Februar 2022 wurde mit dem Hongkonger Standort der britischen Bank Standard Chartered die erste ausländische Bank außerhalb des chinesischen Festlandes als direkter Teilnehmer an CIPS angebunden.
Neben CIPS gibt es mit CNAPS ein ähnliches Zahlungssystem auf nationaler Ebene. Dieses System wird parallel zu CIPS betrieben.
Anfang 2020 wurden über CIPS täglich mehr als 10.000 Transaktionen mit einem Volumen von mehr als 250 Milliarden Yuan (ca. 35 Mrd. Euro) abgewickelt. Anders als SWIFT bietet CIPS nicht nur Informationsaustausch, sondern auch Clearing und Settlement.
Im Juli 2021 forderte ein Bericht der Bank of China die vermehrte Nutzung von CIPS anstelle von SWIFT, um besser vor möglichen US-Sanktionen geschützt zu sein.
CIPS ist mit dem russischen SPFS verbunden, einer von der russischen Zentralbank betriebenen weiteren SWIFT-Alternative. Nachdem im Rahmen des Russischen Überfalls auf die Ukraine 2022 ein Ausschluss Russlands von SWIFT diskutiert wurde, wurde CIPS als Ausweichmöglichkeit für Russland gesehen.